# Liste der Baudenkmale in Trebel (Wendland)
In der Liste der Baudenkmale in Trebel sind alle Baudenkmale der niedersächsischen Gemeinde Trebel aufgelistet. Der Stand der Liste ist der 25. Juli 2020.

## Trebel

### Gruppe: Kirche mit Kirchhof – Johann-Georg-Stein-Weg 1
Die Gruppe „Kirche mit Kirchhof – Johann-Georg-Stein-Weg 1“ hat die ID 30828824.

| Lage                                                  | Bezeichnung | Beschreibung | ID       | Bild           |
| ----------------------------------------------------- | ----------- | --- | -------- | -------------- |
| Johann-Georg-Stein-Weg 1 52° 59′ 44″ N, 11° 18′ 58″ O | Kirche      | Die Feldsteinkirche Trebel steht leicht erhöht westlich des Marktes. Die evangelische Kirche stammt aus dem Mittelalter. Es ist ein breiter Saalbau aus Feldstein, die Fenster und Türen sind mit Backstein gefasst. An der westlichen Seite befindet sich ein Dachreiter, die östliche Seite ist halbrund. Die Gliederung im Inneren mit einem flachen Dach mit Voute ist aus dem Jahr 1700. Die Orgel von Johann Georg Stein wurde 1777 errichtet. Der Kanzelaltar ist aus der Zeit um 1700. | 30881936 | Weitere Bilder |
| Johann-Georg-Stein-Weg 1 52° 59′ 43″ N, 11° 18′ 57″ O | Kirchhof    | | 30881936 |                |

### Einzeldenkmal in Trebel
| Lage                                                 | Bezeichnung               | Beschreibung | ID       | Bild |
| ---------------------------------------------------- | ------------------------- | ------------ | -------- | ---- |
| Bäckerstraße 3 52° 59′ 50″ N, 11° 19′ 4″ O           | Wohn-/ Wirtschaftsgebäude |              | 30881882 |      |
| Klein Trebeler Straße 8 52° 59′ 56″ N, 11° 19′ 0″ O  | Wohn-/ Wirtschaftsgebäude |              | 30881846 | BW   |
| Markt 1 52° 59′ 44″ N, 11° 19′ 7″ O                  | Forsthaus                 |              | 30881918 |      |
| Johann-Georg-Stein-Weg 2 52° 59′ 44″ N, 11° 19′ 3″ O | Pfarrhaus                 |              | 30881900 |      |

## Trebel-Dünsche

### Gruppe:  Hofanlagen – Nr.  35, 37, 40
Die Gruppe „Hofanlagen - Nr.  35, 37, 40“ hat die ID 30828846.

| Lage                                       | Bezeichnung              | Beschreibung | ID       | Bild |
| ------------------------------------------ | ------------------------ | ------------ | -------- | ---- |
| Dünsche Nr. 35 53° 1′ 40″ N, 11° 15′ 59″ O | Wohn-/Wirtschaftsgebäude |              | 30882591 | BW   |
| Dünsche Nr. 37 53° 1′ 41″ N, 11° 15′ 57″ O | Wohn-/Wirtschaftsgebäude |              | 30882554 | BW   |
| Dünsche Nr. 40 53° 1′ 42″ N, 11° 15′ 55″ O | Wohn-/Wirtschaftsgebäude |              | 30882629 | BW   |

### Einzeldenkmal in Trebel-Dünsche
| Lage                                       | Bezeichnung              | Beschreibung                                                                 | ID       | Bild |
| ------------------------------------------ | ------------------------ | ---------------------------------------------------------------------------- | -------- | ---- |
| Dünsche Nr. 51 53° 2′ 14″ N, 11° 15′ 58″ O | Wohn-/Wirtschaftsgebäude | Das Dreiständerhaus von 1734 zeigt einen reich verzierten Wirtschaftsgiebel. | 30882666 |      |
| Dünsche Nr. 55 53° 1′ 34″ N, 11° 15′ 51″ O | Wohn-/Wirtschaftsgebäude |                                                                              | 30882648 | BW   |

## Trebel-Gedelitz

### Einzeldenkmal in Trebel-Gedelitz
| Lage                                        | Bezeichnung              | Beschreibung | ID       | Bild |
| ------------------------------------------- | ------------------------ | ------------ | -------- | ---- |
| Gedelitz Nr. 5 53° 1′ 56″ N, 11° 17′ 57″ O  | Wohn-/Wirtschaftsgebäude |              | 30882519 |      |
| Gedelitz Nr. 40 53° 1′ 50″ N, 11° 17′ 59″ O | Wohnhaus                 |              | 30882501 | BW   |

## Trebel-Groß Breese

### Gruppe baulicher Anlagen in Trebel-Groß Breese
| Lage                                                                               | Bezeichnung                                               | Beschreibung | ID | Bild |
| ---------------------------------------------------------------------------------- | --------------------------------------------------------- | ------------ | -- | ---- |
| Nr. 1, 2, 3, 4, 5, 6, 7, 8, 10, 11, 12, 13, 14, 15, 17 52° 57′ 51″ N, 11° 18′ 3″ O | Gesamtes Dorf mit Straßenraum, Baumbestand und Hofanlagen |              |    | BW   |

## Trebel-Klautze

### Einzeldenkmal in Trebel-Klautze
| Lage                                      | Bezeichnung              | Beschreibung | ID       | Bild |
| ----------------------------------------- | ------------------------ | ------------ | -------- | ---- |
| lautze Nr. 6, 53° 0′ 39″ N, 11° 18′ 17″ O | Wohn-/Wirtschaftsgebäude |              | 30882196 | BW   |

## Trebel-Liepe

### Gruppe: Hofanlagen 5, 6
Die Gruppe „Hofanlagen 5, 6“ hat die ID 30828877.

| Lage                                    | Bezeichnung              | Beschreibung | ID       | Bild |
| --------------------------------------- | ------------------------ | ------------ | -------- | ---- |
| Liepe Nr. 5 53° 0′ 16″ N, 11° 16′ 23″ O | Wohn-/Wirtschaftsgebäude |              | 30881661 | BW   |
| Liepe 6 53° 0′ 15″ N, 11° 16′ 26″ O     | Wohn-/Wirtschaftsgebäude |              | 30881642 | BW   |
| Liepe 6 53° 0′ 15″ N, 11° 16′ 27″ O     | Stall                    |              | 39106937 | BW   |
| Liepe 6 53° 0′ 16″ N, 11° 16′ 28″ O     | Scheune                  |              | 39106923 | BW   |

### Einzeldenkmal in Trebel-Liepe
| Lage                                      | Bezeichnung              | Beschreibung                                                       | ID       | Bild |
| ----------------------------------------- | ------------------------ | ------------------------------------------------------------------ | -------- | ---- |
| Liepe Nr. 34 53° 0′ 20″ N, 11° 16′ 23″ O  | Wohn-/Wirtschaftsgebäude |                                                                    | 30882086 | BW   |
| Liepe Nr. 7 53° 0′ 15″ N, 11° 16′ 30″ O   | Wohn-/Wirtschaftsgebäude |                                                                    | 30881680 | BW   |
| Liepe Nr. 14a 53° 0′ 15″ N, 11° 16′ 32″ O | Wohn-/Wirtschaftsgebäude |                                                                    | 30881624 | BW   |
| Liepe Nr. 20 53° 0′ 17″ N, 11° 16′ 32″ O  | Schule                   |                                                                    | 30881588 | BW   |
| Liepe Nr. 38 53° 0′ 17″ N, 11° 16′ 29″ O  | Wohn-/Wirtschaftsgebäude |                                                                    | 30881569 | BW   |
| Liepe Nr. 51 53° 0′ 15″ N, 11° 15′ 53″ O  | Windmühle                | Die Windmühle wurde 1863 errichtet. Sie steht westlich des Dorfes. | 30882050 | BW   |

## Trebel-Marleben

### Einzeldenkmal in Trebel-Marleben
| Lage                                        | Bezeichnung              | Beschreibung                                     | ID       | Bild |
| ------------------------------------------- | ------------------------ | ------------------------------------------------ | -------- | ---- |
| Marleben Nr. 11 53° 0′ 47″ N, 11° 18′ 3″ O  | Wohn-/Wirtschaftsgebäude |                                                  | 30882141 | BW   |
| Marleben Nr. 29 53° 0′ 46″ N, 11° 18′ 12″ O | Wohn-/Wirtschaftsgebäude |                                                  | 30881533 | BW   |
| Marleben Nr. 20 53° 1′ 7″ N, 11° 17′ 58″ O  | Windmühle                | Die Windmühle befindet sich nördlich des Dorfes. | 30882159 | BW   |

## Trebel-Nemitz

### Gruppe: Hofanlagen Nr. 1, 2, 11, 12, 15, 16, 19, 33
Die Gruppe „Hofanlagen Nr. 1, 2, 11, 12, 15, 16, 19, 33“ in Nemitz (Trebel) hat die ID 30828908.

| Lage                                       | Bezeichnung              | Beschreibung | ID       | Bild |
| ------------------------------------------ | ------------------------ | ------------ | -------- | ---- |
| Nemitz Nr. 1 52° 58′ 56″ N, 11° 20′ 12″ O  | Wohn-/Wirtschaftsgebäude |              | 30881496 |      |
| Nemitz Nr. 2 52° 58′ 57″ N, 11° 20′ 10″ O  | Wohn-/Wirtschaftsgebäude |              | 30881477 | BW   |
| Nemitz Nr. 11 52° 59′ 1″ N, 11° 20′ 9″ O   | Wohn-/Wirtschaftsgebäude |              | 30881458 | BW   |
| Nemitz Nr. 12 52° 59′ 0″ N, 11° 20′ 10″ O  | Wohnhaus                 |              | 36277090 | BW   |
| Nemitz Nr. 12 52° 59′ 0″ N, 11° 20′ 11″ O  | Wohn-/Wirtschaftsgebäude |              | 30881439 | BW   |
| Nemitz Nr. 15 52° 58′ 58″ N, 11° 20′ 15″ O | Wohn-/Wirtschaftsgebäude |              | 30881401 | BW   |
| Nemitz Nr. 16 52° 58′ 57″ N, 11° 20′ 17″ O | Wohn-/Wirtschaftsgebäude |              | 30881382 |      |
| Nemitz Nr. 19 52° 58′ 56″ N, 11° 20′ 19″ O | Wohn-/Wirtschaftsgebäude |              | 30881363 | BW   |
| Nemitz Nr. 33 52° 58′ 52″ N, 11° 20′ 20″ O | Wohn-/Wirtschaftsgebäude |              | 30881344 | BW   |
| Nemitz 52° 58′ 58″ N, 11° 20′ 13″ O        | Allee                    |              | 30881515 | BW   |

## Trebel-Pannecke

### Gruppe: Hofanlage Nr. 15
Die Gruppe „Hofanlage Nr. 15“ hat die ID 30828929.

| Lage                                        | Bezeichnung              | Beschreibung | ID       | Bild |
| ------------------------------------------- | ------------------------ | ------------ | -------- | ---- |
| Pannecke Nr. 15 53° 0′ 20″ N, 11° 15′ 10″ O | Wohn-/Wirtschaftsgebäude |              | 30882031 | BW   |
| Pannecke Nr. 15 53° 0′ 21″ N, 11° 15′ 10″ O | Stall                    |              | 39107001 | BW   |
| Pannecke Nr. 15 53° 0′ 22″ N, 11° 15′ 10″ O | Scheune                  |              | 39107015 | BW   |

### Einzeldenkmal in Trebel-Pannecke
| Lage                                        | Bezeichnung              | Beschreibung | ID       | Bild |
| ------------------------------------------- | ------------------------ | ------------ | -------- | ---- |
| Pannecke Nr. 9 53° 0′ 18″ N, 11° 15′ 8″ O   | Wohn-/Wirtschaftsgebäude |              | 30881308 | BW   |
| Pannecke Nr. 13 53° 0′ 20″ N, 11° 15′ 5″ O  | Wohn-/Wirtschaftsgebäude |              | 30881290 | BW   |
| Pannecke Nr. 30 53° 0′ 26″ N, 11° 15′ 13″ O | Wohn-/Wirtschaftsgebäude |              | 30882217 | BW   |
| Pannecke Nr. 38 53° 0′ 19″ N, 11° 15′ 13″ O | Wohn-/Wirtschaftsgebäude |              | 30882177 | BW   |
| Pannecke Nr. 39 53° 0′ 17″ N, 11° 15′ 13″ O | Wohn-/Wirtschaftsgebäude |              | 30881326 | BW   |

## Trebel-Tobringen

### Gruppe: Wohnhäuser Nr. 17, 18
Die Gruppe „Wohnhäuser Nr. 17, 18“ hat die ID 30828949.

| Lage                                         | Bezeichnung | Beschreibung | ID       | Bild |
| -------------------------------------------- | ----------- | ------------ | -------- | ---- |
| Tobringen Nr. 17 52° 59′ 8″ N, 11° 17′ 47″ O | Wohnhaus    |              | 30882012 |      |
| Tobringen Nr. 18 52° 59′ 6″ N, 11° 17′ 36″ O | Wohnhaus    |              | 30882684 |      |

## Trebel-Vasenthien

### Einzeldenkmal in Trebel-Vasenthien
| Lage                                   | Bezeichnung              | Beschreibung | ID       | Bild |
| -------------------------------------- | ------------------------ | ------------ | -------- | ---- |
| Rundling 1 52° 59′ 26″ N, 11° 16′ 7″ O | Wohn-/Wirtschaftsgebäude |              | 30881753 | BW   |
| Rundling 9 52° 59′ 26″ N, 11° 16′ 1″ O | Stall                    |              | 30881717 | BW   |